# Mauser

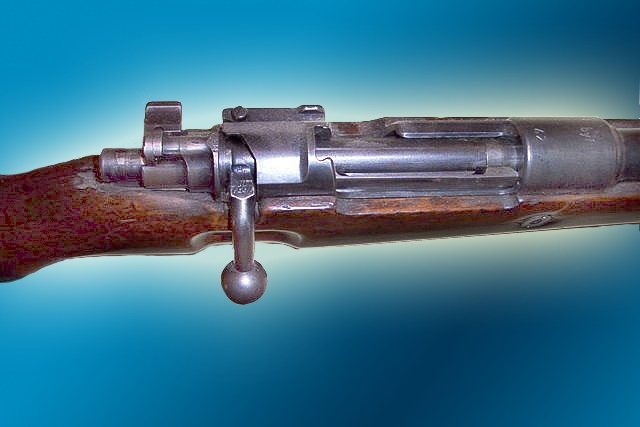
Závěr pušky M 98

Mauser je německý výrobce zbraní, který od 70. let 19. století vyráběl celou řadu opakovaček a poloautomatických pistolí. Mauserovy návrhy byly především pro německou armádu. Od konce 19. a počátku 20. století byly Mauserovy vojenské designy také exportovány do řady zemí a někde licencovány, stejně tak se zbraně staly populární i v civilu.
V pozdním 20. století firma pokračovala jako výrobce sportovních a loveckých zbraní. V roce 1995 se stala dceřinou společností firmy Rheinmetall s názvem Mauser-Werke Oberndorf Waffensysteme GmbH a poté se v roce 2000 stala součástí skupiny Luke & Ortmeier Group (původní společnost Mauser Jagdwaffen GmbH byla rozdělena a prodána firmě Luke & Ortmeier Group)
Mauser Jagdwaffen dále pokračovala ve výrobě opakovaček. Jméno Mauser bylo historicky v občasných případech také licencováno dalšími společnostmi.